# مرتع پیازپشته
مرتع پیازپشته، روستایی است از توابع بخش مرکزی شهرستان تنکابن در استان مازندران ایران.

## جمعیت
این روستا در دهستان گلیجان قرار دارد و براساس سرشماری مرکز آمار ایران در سال ۱۳۸۵، جمعیت آن زیر سه خانوار بوده‌است.